# АСГ-30
АСГ-30 (автомотриса служебно-грузовая ) — дизельная автомотриса производства Свердловского путевого ремонтно-механического завода, представляет собой четырёхосный (две двухосные тележки) самоходный экипаж на рельсовом ходу, на котором установлены кабины для машиниста и его помощника, модуль для служебного персонала, а также дополнительное технологическое оборудование.

## История
Автомотриса АСГ-30 была разработана инженерами-конструкторами Свердловского путевого ремонтно-механического завода в 2003 году, для службы сигнализации и связи, а АСГ-30П в 2004 году для служб пути, вытеснив свою предшественницу автомотрису АГД-1М.

## Описание
Автомотриса выпускается в двух модификациях, обе из которых относятся к классу автомотрис специального назначения и предназначены для доставки служебного персонала и грузов к месту производства работ, кроме того, возможно применение их для выполнения маневровых работ и буксировки ограниченной нагрузки.
Автомотрисы оборудованы энергетической установкой, гидроманипулятором грузоподъемностью 8,9 тм, сварочным оборудованием, а также модулем с двумя кабинами управления и внутренними помещениями.

### АСГ-30
Автомотрисы служебно-грузовые для служб связи АСГ-30 применяются для технического обслуживания и ремонта устройств сигнализации, централизации и блокировки.
АСГ-30 оборудованы грузовым отсеком (мастерской) и служебным пассажирским салоном на 4 лежачих/6 сидячих мест.

### АСГ-30П
Автомотрисы служебно-грузовые для служб пути АСГ-30П применяются для производства работ при текущем содержании, ремонте и строительстве железнодорожных путей.
АСГ-30П оборудованы служебным пассажирским салоном на 20 сидячих мест.